# Mynx
Mynx, voorheen Uitgeverij M, was een fonds van uitgeverij De Boekerij met voornamelijk sciencefiction- en fantasy-titels. 

## Geschiedenis
De geschiedenis van Mynx is terug te voeren tot 1967, toen Meulenhoff onder de naam M=SF begon met het publiceren van een genummerde reeks sciencefiction en fantasy boeken. Later gaf Meulenhoff ook in andere (ongenummerde) series zulke boeken uit, onder andere als *M of kortweg M. Sinds 1991 werden ook thrillers en andere misdaadromans, alsook non-fictie onder M uitgegeven.
In oktober 2001 werd de sciencefiction- en fantasy-imprint van Uitgeverij Het Spectrum aan M toegevoegd. M verhuisde naar uitgeverij De Boekerij en de naam werd veranderd in Uitgeverij M.
In november 2006 werd Uitgeverij M omgedoopt tot Mynx. In 2011 werden door De Boekerij de laatste publicaties onder het Mynx-imprint uitgebracht.